# Julian Creus
Julian Gerard Creus (ur. 30 czerwca 1917 w Liverpoolu, zm. 9 września 1992 w Granville) – brytyjski sztangista. Srebrny  medalista olimpijski z Londynu (1948).
Brał udział w trzech igrzyskach (IO 48, IO 52, IO 56). Srebrny medal w 1948 wywalczył w wadze do 56 kilogramów (koguciej). Zdobył dwa medale mistrzostw świata w wadze piórkowej, w 1950 i 1951 sięgając po brąz tej imprezy. Równocześnie był mistrzem Europy w 1948 i srebrnym medalistą tej imprezy w 1950 i 1951. Pobił jeden rekord świata.